# Carsten Hauch

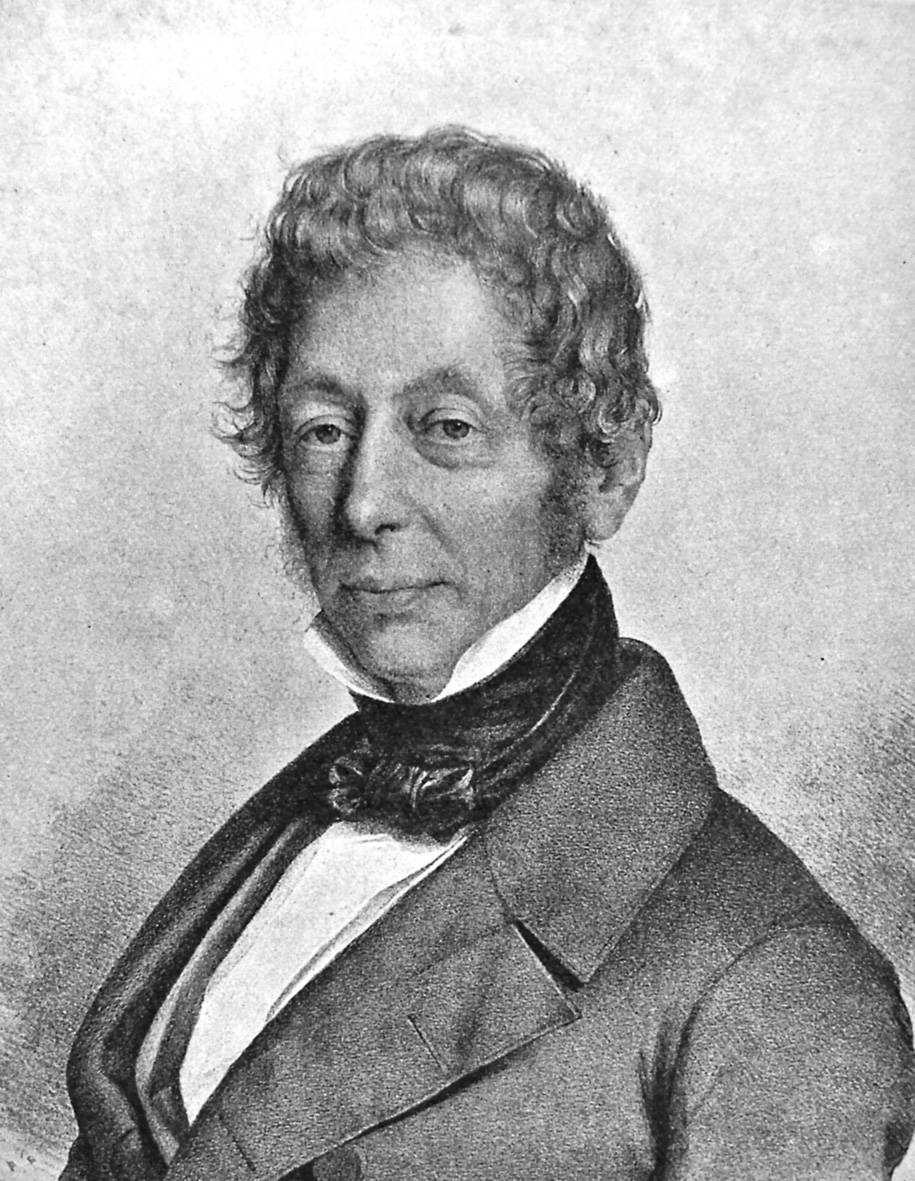
Johannes Carsten Hauch

Johannes Carsten Hauch (* 12. Mai 1790 in Fredrikshald, Norwegen; † 4. März 1872 in Rom) war ein dänischer Dichter und Physiker.

## Leben
Hauch studierte zuerst Jura, dann Philosophie und Naturwissenschaften, wurde 1821 Lektor der Physik an der Akademie zu Sorø, bereiste 1821–1827 Deutschland, Italien und Frankreich und wurde 1846 Professor der nordischen Literatur an der Universität Kiel. Als er von hier durch den Ausbruch der Revolution von 1848 vertrieben wurde, gewährte ihm die Königin Marie Sophie Friederike eine Zuflucht auf dem Schloss Frederiksberg in der Nähe von Kopenhagen. Dort blieb er, bis er nach Adam Oehlenschlägers Tod 1851 die Professur für Ästhetik an der Universität Kopenhagen erhielt. Dort lehrte er bis zu seinem Tod während einer Italienreise. Er wurde auf dem Protestantischen Friedhof in Rom beerdigt.

## Werk
Der Schüler Oehlenschlägers entwickelte schon in seinen ersten dramatischen Versuchen Contrasterne (1816) und Rosaura (1817) ein ungewöhnliches Talent. Seine nachfolgenden Tragödien zeichneten sich durch Charakterstudium und lebendiges Kolorit aus.
Durch das episch-dramatische Gedicht Hamadryaden: Et episk og dramatisk Digt (Kopenhagen 1830) erwarb er sich die Anerkennung der Romantiker, namentlich von Ludwig Tieck. Die genannten Werke lassen ihn, wie auch seine Lyriske Digte (Kopenhagen 1842, 2. Ausg. 1854) als einen bedeutenden dänischen Dichter erkennen. Ihnen folgten später Lyriske Digte og Romancer (1862), worunter besonders der Romanzenzyklus Valdemar Atterdag sich durch einen seltenen rhythmischen Wohlklang und lebensvolle Frische auszeichnet, und Nye Digtninger (1869). Was Hauch charakterisiert, ist eine ungewöhnliche Tiefe des Gefühls und der Begeisterung, die ihn so stark zu dem Ahnungsvollen und Mystischen hinzieht, dass über allen seinen Dichtungen ein tiefes, romantisches Dämmerlicht liegt. Ihre Stärke ist die Charakterzeichnung und ihr Reichtum an Bildern.

## Schriften
- Bajazet
- Gregorius den Syvende und Don Juan, vereinigt in der Sammlung Dramatiske Varker (3 Bände, Kopenhagen 1828–29; deutsch Leipzig 1836)
- Karl den Femtes Död
- Maastrichts Beleiring (1832; deutsch Die Belagerung Maastrichts, Leipzig 1834)
- Svend Grathe eller Kongemödet i Roeskilde
- Vilhelm Zabern (1834)
  - dt.: Wilhelm Zabern. Eine Autobiographie, enthaltend bisher unbekannte Nachrichten aus Christians des Zweiten Zeit. Eduard Kummer, Leipzig 1836 (Digitalisat bei Google Books)
- Guldmageren (1836; deutsch Kiel 1837)
- Tiber (deutsch Tiberius, Leipzig 1836)
- En polsk Familie (1839; deutsch Eine polnische Familie oder die verlorenen Kinder, Leipzig 1840)
- Slottet ved Rhinen (1845; deutsch Das Schloss am Rhein oder die verschiedenen Standpunkte, Wurzen 1851)
- Die nordische Mythenlehre (Leipzig 1847)
- Saga om Thorvald Vidførle (1849)
- Søstrene paa Kinekullen (1849)
- Marsk Stig (1850)
- Tycho Brahe’s Ungdom (1851)
- Robert Fulton (1853)
- Afhandlinger og asthetiske Betragtninger (Kopenhagen 1855)
- Charles de la Bussière (1860)
- Aesthetiske Afhandlinger og Recensioner (Kopenhagen 1861–69, 2 Bde.)
- Fortaelling om Haldor (1864)
- Minder fra min Barndom og min Ungdom (Kopenhagen 1867)
- Minder om min forste Udenlandsreise (Kopenhagen 1871)
- Samlede Romaner og Fortällinger (7 Bände, Kopenhagen 1873–75)